# CAP-1 Planalto
Die CAP-1 Planalto war ein militärisches Schulflugzeug des brasilianischen Herstellers Companhia Aeronáutica Paulista.

## Geschichte und Konstruktion
Die CAP-1 wurde in Brasilien während des Zweiten Weltkriegs entwickelt. Sie war ein Tiefdecker mit festem Spornradfahrwerk. Lehrer und Schüler saßen hintereinander in offenen Cockpits. Das Flugzeugprojekt wurde vom Instituto de Pesquisas Tecnológicas (IPT) unter der Bezeichnung IPT-4 Planalto entwickelt. Mit der Fertigung wurde CAP beauftragt, trotzdem bestand IPT auf einem dort entworfenen Tragflächenprofil, was jedoch zu gravierenden Stabilitätsproblemen bei den gefertigten Flugzeugen führte.
Als CAP-3 wurden CAP-1 bezeichnet, die statt mit dem Franklin 4AC-Motor mit einem de Havilland Gipsy mit 130 PS ausgestattet wurden. Das Stabilitätsprobleme blieb unangetastet, bis CAP-Ingenieur Oswaldo Fadigas die Tragflächen bei der GAP-6 überarbeitete. Die Firma versuchte, diesen letzten Typ dem Luftfahrtministerium anzubieten, es gelang nur der Verkauf von Umrüstsätzen für die bestehenden CAP-1 und CAP-3.

## Varianten
- CAP-1 – Standardversion mit Franklin 4AC-Motor
- CAP-3 – Version mit de-Havilland-Gipsy-Kolbenmotor
- CAB-6 – Version mit neuen Tragflächen

## Militärische Nutzung
- Brasilien

## Technische Daten
| Kenngröße             | Daten                                              |
| --------------------- | -------------------------------------------------- |
| Besatzung             | 2                                                  |
| Länge                 | 6,50 m                                             |
| Spannweite            | 8,60 m                                             |
| Höhe                  | 2,76 m                                             |
| Flügelfläche          |                                                    |
| Leermasse             | 650 kg                                             |
| max. Startmasse       | 920 kg                                             |
| Höchstgeschwindigkeit | 185 km/h                                           |
| Dienstgipfelhöhe      | 3000 m                                             |
| Reichweite            | 500 km                                             |
| Triebwerke            | 1 × Franklin-4AC-Kolbenmotor mit 90 PS (ca. 70 kW) |